# Бодибар
Бодибар (Body Bar, англ., «Body» — «тело», «Bar» — «стержень») — спортивный снаряд — стальная прорезиненная палка, с резиновыми или пластиковыми набалдашниками (яркого цвета) на конце, длина составляет 90-120 см. Чем выше человек, тем большей длины бодибар для тренировок ему понадобится. Это своеобразный гибрид между гантелями и штангой, обтянут мягкой резиной, чтобы во время тренировки с ним руки не скользили. Используется для силовых тренировок, фитнеса, служит одновременно и отличным утяжелителем, что делает его универсальным инструментом для тренировки любой направленности, он одинаково хорош как для фитнес-новичков, так и для продвинутого уровня. Кроме того, существует и большое количество упражнений, которые можно делать только с бодибаром. Например, некоторые используют его в качестве замены тяжелому двуручному мечу и тренируют махи и технику работы с холодным оружием.
Имеет следующие преимущества перед гантелями, штангами:
1. Удобнее и легче держать — тренировка будет проходить гораздо эффективнее, особенно если дело касается начинающих любителей спорта;
2. Имеет неизменный вес и в отличие от гантелей и штанг с «блинами» на концах, бодибар не такой громоздкий и занимает мало места, также снижается риск случайной травмы;
3. Стоит бодибар относительно недорого.

Впервые бодибар появился в фитнес индустрии в 1987 году.
Наряду с гантелями, стэп-платфорой и фитболом он является одним из самых популярных спортивных гаджетов в фитнес-клубах по всему миру. Он сочетает в себе преимущества тренировок со штангой и гантелями. К тому же тренеры придумали массу упражнений, где бодибар выступает не только утяжелителем, но и способом разнообразить традиционные фитнес-элементы. Упражнения с бодибаром выделяют как в отдельные комплексные тренировки, так и разбавляют ими интервальные спортивные тренинги, включают в круговые занятия фитнесом, аэробику микс и т. д.
Вес (от 1 кг до 10-12 и больше) следует выбирать от собственной степени тренированности. В зависимости от веса меняется и цветовая маркировка набалдашника (зависит от производителя).
Следует грамотно подходиьтьи к выбору веса бодибара. Он зависит от уровня подготовки спортсмена:
- от 1 до 3 кг — новички или те, кто занимается нерегулярно;
- от 3 до 6 кг — продвинутые, те, кто занимается регулярно и продолжительное время;
- 6 кг и больше — опытные спортсмены обычно подбирают бодибары такого веса, с которым чувствуется нагрузка в стойках и при выполнении упражнений.

Также важен правильный подбор длины: чем больше рост, тем длиннее должен быть бодибар. Это важно, так как занятия со снарядом неподходящего размера будут не просто некомфортными, но еще и вредными для организма: например, высокому человеку придется сильно изгибаться, чтобы выполнить некоторые упражнения с коротким бодибаром.
Занятия с бодибаром имеют широкий спектр действий на организм и позволяют:
• быстро сбросить вес: за час интенсивной тренировки с этим снарядом теряется до 500 килокалорий;
• придать мышцам тонус;
• корректировать любой участок тела, как в верхней, так и в нижней части, при правильно подобранных упражнениях.
• улучшить координацию тела, способствовать развитию ловкости и выносливости;
• исправить осанку, укрепив мышцы спины.